# Auguste Trécul
Auguste Adolphe Lucien Trécul, né le 8 janvier 1818 à Mondoubleau (Loir-et-Cher) et mort le 15 octobre 1896 à Paris, est un botaniste français.

## Biographie
Chercheur au Muséum national d'histoire naturelle et au ministère de l'agriculture, il fut envoyé, en 1848, en mission scientifique aux États-Unis pour étudier les racines féculentes servant à l'alimentation des Indiens. Il parcourut ainsi le centre de ce pays, des Montagnes Rocheuses au Texas et au Mexique. Il rentra en France en 1850. Il écrivit de nombreux articles dans les Comptes rendus de l'Académie des sciences et dans les Annales des sciences naturelles. Ses travaux l'amenèrent à entretenir une importante correspondance avec Louis Pasteur, entre 1866 et 1873. Il reçut la Légion d'honneur en 1867.
Le genre botanique Treculia est nommé en son honneur.

## Ouvrages
- Accroissement des végétaux dycotylédonés ligneux, reproduction du bois et de l'écorce par le bois et de l'écorce par le bois décortiqué (1852)
- Mémoire sur la formation des feuilles (1853)
- Végétation du ″Nelumbium codophyllum″, et disposition anormale de ses feuilles et de ses stipules (1854)
- De l'Influence des décortications annulaires sur la végétation des arbres dicotylédonés (1855)
- Organisation des glandes pédicellées des feuilles du ″Drosera rotundifolia″ (1855)
- Notice des principaux mémoires publiés de 1843 à 1866 (1866)